# 존 크로커
대장 존 트레디닉 크로커 경(영어: Sir John Tredinnick Crocker, 1896년 1월 4일 ~ 1963년 3월 9일)은 제1차 세계 대전 당시 일병과 하급 간부로 근무하였고 제2차 세계 대전 때는 군단장으로 복무했다. 그는 노르망디 상륙 당시 소드 해변의 전투를 성공적으로 이끈 것으로 유명하다. 양차 대전 이후 그는 육군 최고회의에서 2번째로 높은 계급인 부관 참모가 되었다.

## 제1차 세계 대전
제1차 세계 대전이 발발하자 크로커는 일병으로 등록되어 장교들을 위한 훈련 군단인 소총 명인부대에 배속되었다. 그는 1917년 1월 기관총 군단의 소위로 일했었다. 그는 전쟁에서 뛰어난 활약을 보여 1918년 4월과 7월에 십자장과 특무훈장을 받았다. 그는 일시적으로 1918년 7월 대위로 진급했다. 그의 훈장 수여는 런던 가제트에 실리기도 했다.

## 제2차 세계 대전
1940년, 제2차 대전이 발발한 지 몇 달이 지난 후 크로커는 영국 제3기갑여단의 지휘를 맡았는데, 이들은 프랑스로 배치되었다. 크로커의 여단은 1940년 5월부터 6월 사이에 그의 부대는 프랑스 공방전에서 궤멸되었다. 남아있던 부대는 솜강 일대의 독일군 교두보를 공격하는데 실패했고, 이들은 다이너모 작전을 통해 철수하는 대신 셸부르 항을 통해 철수했다. 영국으로 돌아온 이후 크로커는 프랑스에서의 성과로 대영 제국 훈장을 받았고, 1940년 9월 소령으로 진급해 제6기갑사단의 지휘를 맡게 되었다.
1941년 10월 크로커는 본토사령부의 새로운 기갑군 중 하나를 지휘하는 것으로 선출될 예정이었으나, 1942년 3월 이스트앵글리아의 제4군단을 지휘하는 것으로 바뀌었다. 이 때 그는 중장이었다. 1942년 9월 6군단을 맡은 그는 1943년 6월 튀니지 전역 때까지 그 부대를 맡았다. 그의 첫 전투인 1943년 4월 8일 퐁두크 고개 전투에서 그의 부대는 이탈리아 제1군의 도주로를 차단하려고 시도했으나 방어군의 병력이 낮다고 판단하였다. 제6기갑사단과 미국 제34보병사단은 서로 뒤엉켰고 이탈리아 군은 결국 도주했다. 크로커가 보병을 다루는 실력 또한 형편없다고 판단되었으며, 그의 미군에 대한 비판은 연합군 본부를 짜증나게 만들었다. 4군단은 전역의 마지막 단계에 참전해 격전을 치뤘으나 4월 27일 크로커는 훈련 사고로 부상을 당했다. 4군단의 지휘는 브라이언 호록스에게 인계되었지만, 크로커는 대영 제국 훈장을 받게 되었다.
1943년 8월 복무에 돌아온 그는 영국 제1군단을 맡았고, 이 부대는 마일스 뎀프시의 영국 제2군 소속이었다. 이들은 연합군과 함께 노르망디 상륙 훈련을 받았다. 크로커는 기갑전에 익숙했음에도 불구하고 제1군단은 보병 중심의 편제였지만 제21군집단을 이끄는 버나드 몽고메리는 부대의 실력을 믿고 제1군단에게 캉을 점령하라는 어려운 임무를 부여했다. 1944년 6월 제1군단은 소드 해변과 주노 해변, 그리고 통가 작전을 수행했다. .

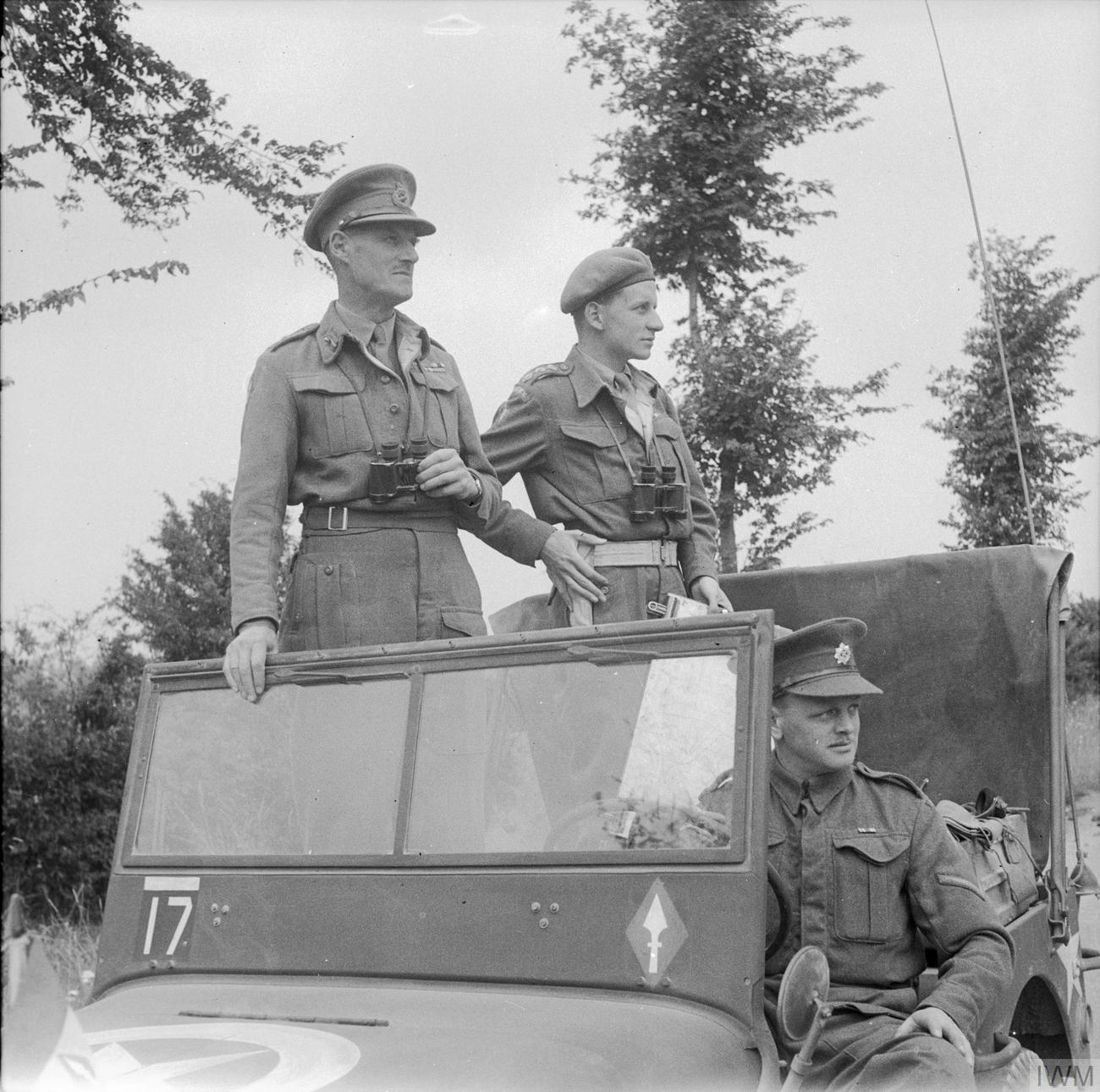
캉 교외의 전투를 바라보고 있는 존 크로커.

그러나 캉은 연합군의 초기 계획과는 달리 쉽게 점령되지 않았고, 크로커의 군단은 2달 간 찬우드 작전을 비롯한 캉 전투에서 독일군과 싸워야 했다. 1944년 8월 해리 크레러의 제1캐나다군의 지휘를 받으면서 제1군단은 센강 진격 작전과 영국 해협 정리 작전에 참여했다. 영국군 병력이 부족해지자 그는 제59스태포드셔 보병사단과 제50노섬브리안 보병사단을 1944년 해체되었고, 같은 해 1군단 본부는 최전방에서 물러나 제21군집단의 측방 지역을 인계받았다. 크로커는 대영 제국 훈장 수여 기사로 승급했다. 1945년 6월 크로커는 영국 남부 사령부의 지휘를 맡기 위해 영국으로 돌아갔다..